# Султанија Михримах (ћерка Ахмеда III)
Михримах султанија је била ћерка Ахмеда III. 

## Детињство
Михримах је рођена 1706. године. Није познато ко је била њена мајка.
Када је удао њену сестру Фатму , султан Ахмед је тада одлучио да своју млађу ћерку Михримах заручи за Иваз Мехмед-пашу, који је био албанског порекла и намесник провинције, а касније и велики везир.

## Први брак
Много година након њене веридбе њен отац је одлучио да је уда за Иваз Мехмед-пашу. Брачни уговор је склопљен. У пролеће 1723. године дошло је до венчања. Свадбено славље је почело 3. априла, пропраћено седмодневним слављем. Михримах се удала 10. априла 1723. када је имала седамнаест година, а Иваз Мехмед-паша тридесет седам. Пар је добио палату Киблели као своју резиденцију. Следећег дана  су превезени у палату Киблели. Као мираз је добила 10 000 лира. 
Док је њен муж био намесник Никопоља и Видина , ишла је са њим.

## Потомство
Са Мехмед-пашом је имала троје деце :
- Ивазаде Халил-паша (1724-1777), касније велики везир
- Рукије султанија (1727-1787)
- Зејнеп султанија (1730-1791)

Познато је да је Михримах имала побачај 1725. године од којег није могла да се опорави.

## Други брак
Мехмед-паша је умро 1743. године. Следеће године ју је Махмуд I удао за Осман-пашу. Брак је трајао три године до пашине смрти. Михримах се након тога више није удала.

## Личност
Била је подучавана од главног благајника харема. Проводила је доста времена са својом сестром Фатмом.
Током периода лала била је истакнута личност тог доба. Михримах је имала утицај на свог мужа и своју сестру Фатму и њеног мужа Невшехирли Ибрахим-пашу . Она је сама била задужена да доноси неке промене. Имала је добре односе са немачким народом и француским амбасадорима. Једном је покушала да посети Немачку, али напослетку није дошло до тога.
Причало се да се бринула о свом оцу пред његову смрт.

## Добротворне организације
Михримах се бавила многим добротворним акцијама у годинама брака. Она је направила џамију 1735. у близини Анадолије. Гимназију је отворила 1738. Након деконструкције своје палате имала је много златних додатака и сребра за украшавање. Креирала је народне кухиње. Прикупљала је донације за инвалиде. Наручила је луксузан намештај за своју палату, а направила је и фонтану у својој палати. Отворила је пијацу поврћа у Великој чаршији и библиотеку, школу, џамију, народну кухињу и пекару.
Имала је две куће у Маниси и поседовала је фонтане у Коњи.

## Смрт
Михримах је умрла 1763. године од костобоље. Сахрањена је у Маузолеју Турхан султаније.